# Babacephala japonica
Babacephala japonica är en insektsart som beskrevs av Hajime Ishihara 1958. Babacephala japonica ingår i släktet Babacephala och familjen dvärgstritar. Inga underarter finns listade i Catalogue of Life.